# Ričardas Gavelis

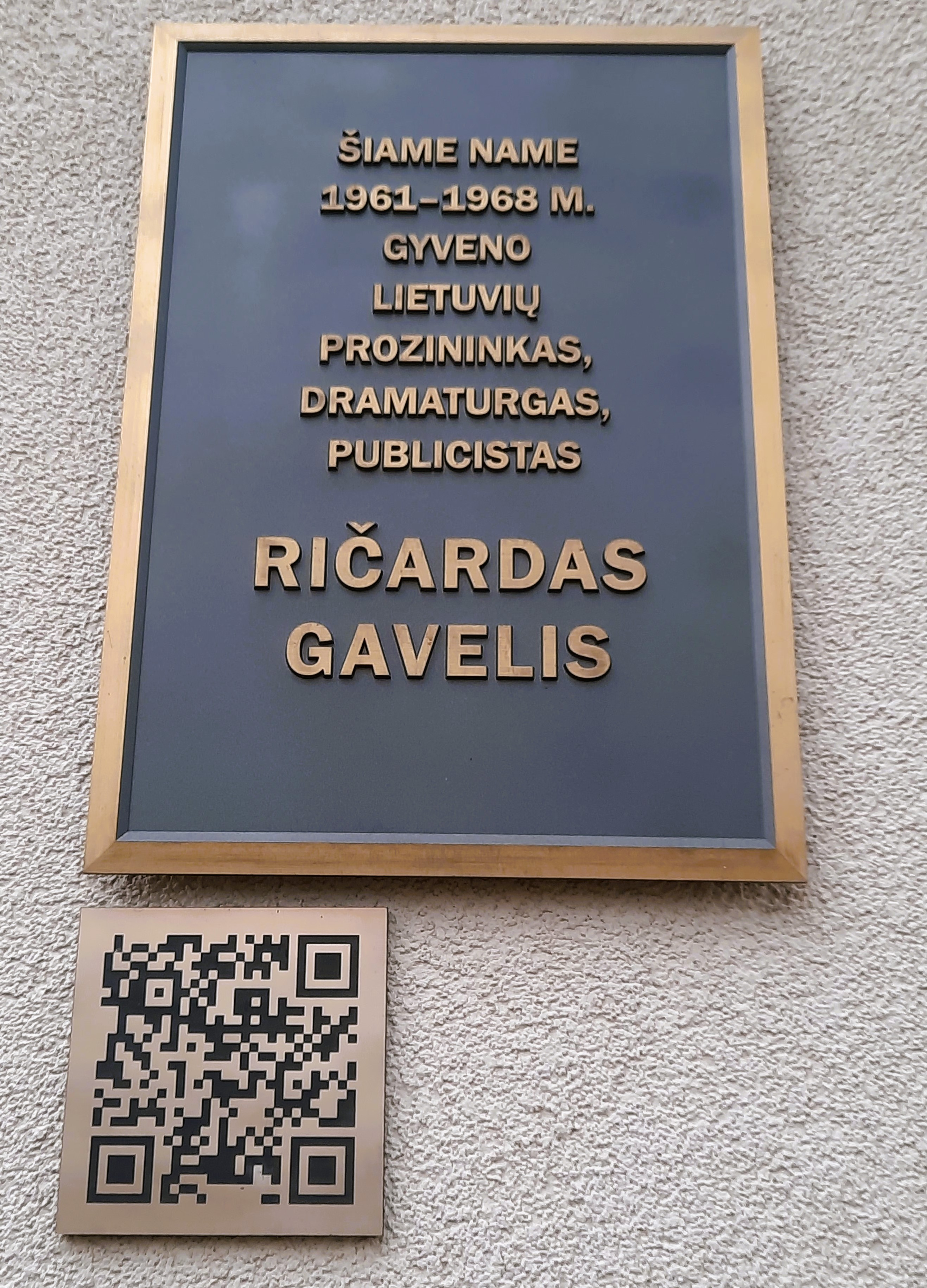
Emléktáblája Druskininkaiban, Čiurlionio u. 44.

Ričardas Gavelis (Vilnius, 1950. október 8. – Vilnius, 2002. augusztus 18.) litván író, drámaíró, újságíró. A Litván Írók Szövetsége szerint az egyik legismertebb kortárs litván író. A litván posztmodernizmus egyik legjelentősebb képviselője.

## Élete
1968-ban a druskininkai középiskola elvégzése után a Vilniusi Egyetem fizika tanszékén tanult tovább. 1973 és 1977 között a Litván Tudományos Akadémia Fizikai Intézetében dolgozott. 1978–1980-ban a Tudomány és Élet (Mokslas ir gyvenimas) és a Győzelem (Pergalė) folyóiratok szerkesztőségének alkalmazottja. 1992 és 2002 között a Köztársaság (Respublika) napilap és az Arc (Veidas) hetilap újságírója volt. 2002-ben halt meg, Vilniusban, az Antakalnis temetőben temették el.
A műveit angol, francia, német, lett, lengyel, finn, belorusz és más nyelvekre is lefordították.
Munkáit az erőszakos képzelet, az erotika, az emberi állapot filozófiai reflexiója és a pszichológia kombinációja jellemzi.

## Művei
- Neprasidėjusi šventė (1976) Ünnep, amely még nem kezdődött el (novellák)
- Įsibrovėliai (1982) Támadók (novellák)
- Nubaustieji (1987) Elítélt
- Vilniaus pokeris (1989) Vilnius póker (regény)
- Jauno žmogaus memuarai (1991) Egy fiatal férfi emlékiratai (regény)
- Vilniaus džiazas (1993) Vilniusi dzsessz (regény)
- Nemirtingumas[3] (1994) Halhatatlanságot
- Paskutinioji Žemės žmonių karta (1995) Az emberek utolsó generációja a Földön (regény)
- Taikos balandis (1995) Béke áprilisban (novellák)
- Prarastų godų kvartetas (1997) Az elveszett kapzsiság kvartettje (regény)
- Septyni savižudybės būdai (1999) Az öngyilkosság hét lehetősége (regény)
- Sun–Tzu gyvenimas šventame Vilniaus mieste (2002) Sun–Tzu élete a szent városban (regény)
- Tylos angelas (2006) A csend angyala (novellák)

## Fordítás
- Ez a szócikk részben vagy egészben  a   Ričardas Gavelis című litván Wikipédia-szócikk ezen változatának fordításán alapul.  Az eredeti cikk szerkesztőit annak laptörténete sorolja fel. Ez a jelzés csupán a megfogalmazás eredetét és a szerzői jogokat jelzi, nem szolgál a cikkben szereplő információk forrásmegjelöléseként.